# مذاکرات ۱۴۰۴ ایران و آمریکا
مذاکرات ایران و آمریکا به آغاز مذاکرات نظام جمهوری اسلامی ایران به ریاست جمهوری مسعود پزشکیان و دولت ایالات متحده آمریکا به ریاست جمهوری دونالد ترامپ با هدف دستیابی به توافق صلح هسته‌ای در سال ۱۴۰۴ اشاره دارد. روند این مذاکرات غیر مستقیم است و کشور عمان نقش میزبان و میانجی را در مذاکرات برعهده دارد؛ به همین دلیل این دور از مذاکرات را مذاکرات مسقط می‌نامند.

## پیش‌زمینه
ترامپ در دوره اول تصدی پست ریاست جمهوری ایالات متحده آمریکا با خروج کشورش از برنامه جامع اقدام مشترک (برجام)، اعمال سیاست «فشار حداکثری» و تحریم‌ها علیه ایران، ترور قاسم سلیمانی فرمانده سپاه قدس انقلاب اسلامی توسط ارتش ایالات متحده در خاک عراق، و قرار دادن سپاه پاسداران انقلاب اسلامی در لیست گروه‌های تروریستی سیاست تقابل با حکومت جمهوری اسلامی ایران را در پیش گرفت. وی همچنین با به رسمیت شناختن اورشلیم به عنوان پایتخت اسرائیل حمایت قاطع خود را از این کشور اعلام کرد.

### تحریم‌ها بعد از خروج آمریکا از برجام
دونالد ترامپ که در زمان رقابت‌های انتخاباتی بارها وعدهٔ خروج از برجام را داده بود، پس از سه بار فرصت به تیم دیپلماسی خود برای اصلاح برجام، بالاخره در ۸ مه ۲۰۱۸ (۱۸ اردیبهشت ۱۳۹۷) به‌طور یکجانبه از این توافقنامه خارج شد. بدین ترتیب تمام تحریم‌هایی که آمریکا طبق پیوست دوم برجام موظف به تعلیق آن‌ها شده بود دوباره برقرار شدند.
دولت ترامپ روز دوشنبه ۱۴ آبان ۱۳۹۷ (۵ نوامبر ۲۰۱۸) رسماً دور جدید تحریم‌های جمهوری اسلامی ایران را اعلام کرد.
پمپئو وزیر دفاع وقت آمریکا گفت: «تحریم در زمینه‌های انرژی، بانکی، حمل و نقل و صنایع کشتی سازی می‌باشد. از زمان روی کار آمدن دولت ترامپ، ما دست به ۱۹ دور تحریم زده‌ایم که ۱۶۸ نهاد ایران را مورد هدف قرار داده‌اند. رژیم ایران میلیاردها دلار را از طریق بخش بانکی خود صرف سپاه پاسداران نموده است. تحریم‌های امروز ۵۰ بانک ایران، به‌علاوه فروع خارجی و داخلی وابسته به آنها را که همگام با حمایت رژیم ایران از تروریسم بین‌المللی و گسترش سلاحهای کشتار جمعی یا برآوردن زمینه‌های نقض حقوق بشر عمل می‌کنند، در بر می‌گیرند.»
استیون منوچین وزیر خزانه‌داری وقت آمریکا نیز با اشاره به فشار اقتصادی بی‌سابقه ایالات متحده علیه ایران آن را بزرگ‌ترین کشور حامی تروریسم در جهان خواند و با برشمردن فهرستی از موارد تحریم گسترده این کشور اعلام کرد: «... رهبران ایران باید فوراً حمایت خود از تروریسم را متوقف کرده و به فعالیت‌های مخرب خود در منطقه پایان دهند. آنها اگر خواهان برداشتن تحریم‌ها هستند، بایستی تولید موشکهای بالستیک و مطامع هسته‌ای خود را خاتمه دهند.»
در خرداد ۱۴۰۴ ترامپ گفت که تنها چند روز پیش، در حال بررسی امکان لغو تحریم‌ها علیه ایران، برای کمک به بازسازی این کشور بوده، اما لحن خصمانه خامنه‌ای باعث شد که این تلاش را رها کند. ترامپ گفت: اما نه، در عوض با بیانیه‌ای از خشم، نفرت و انزجار رهبر ایران روبه‌رو شدم و در نتیجه، بلافاصله همه تلاش‌ها برای کاهش تحریم‌ها را متوقف کردم".

### نامه ترامپ
در ۷ مارس ۲۰۲۵ نامهٔ رئیس‌جمهور ایالات متحده دونالد ترامپ به رهبر جمهوری اسلامی سید علی خامنه‌ای با هدف آغاز مذاکرات جدید هسته‌ای با ایران نوشته شد.

#### دور دوم ریاست جمهوری ترامپ
ترامپ با تأکید بر اینکه ایران نمی‌تواند سلاح هسته ای داشته باشد و در صورت شکست مذاکرات، نسبت به اقدام نظامی هشدار داده است، نوار بالایی برای موفقیت تعیین کرده است. گزارش‌ها حاکی از آن است که ایران در حال بررسی پیشنهاد یک توافق هسته‌ای موقت به آمریکا قبل از ادامه مذاکرات بود. این توافق موقت می‌تواند شامل تمدید مکانیسم ماشه باشد که بخشی از توافق هسته‌ای ۲۰۱۵ بود و از آنجایی که ترامپ سیاست فشار حداکثری را احیا کرده است.
آنچه موجب شکل‌گیری این دور از مذاکرات ایران و آمریکا شده و امکان حصول به نتیجه را ممکن کرده است، شامل تغییر در موازنه قدرت در منطقه پس از حملات هفتم اکتبر است که موجب تضعیف محور مقاومت شد. همچنین پیروزی دونالد ترامپ در انتخابات ۲۰۲۴ و نزدیک شدن مهلت مکانیسم ماشه بعلاوه رسیدن سطح غنی سازی جمهوری اسلامی به آستانه هسته‌ای نقش مهمی در کشاندن دو طرف پای میز مذاکره داشته است.

## مذاکرات
در تاریخ ۱۹ فروردین ۱۴۰۴ دونالد ترامپ رئیس‌جمهور آمریکا در دیدار خود با بنیامین نتانیاهو از مذاکرات مستقیم و بی واسطه با ایران در عمان خبر داد که ساعتی بعد از سوی وزارت امور خارجه ایران و شخص عباس عراقچی آن را تأیید ولی به انجام آن به‌صورت غیر مستقیم اشاره شد.

### دور اول
دور اول مذاکرات بین ایران و آمریکا در روز شنبه ۲۳ فروردین ۱۴۰۴ در مسقط پایتخت عمان برگزار شد. سید عباس عراقچی وزیر امور خارجهٔ وقت به عنوان نمایندهٔ ایران و استیو ویتکاف، نمایندهٔ ویژهٔ دونالد ترامپ در امور خاورمیانه، سرپرستی هیئت طرفین را بر عهده دارند. بدر البوسعیدی، وزیر خارجه عمان که نقش میانجی و پیغام‌رسان بین دو هیئت را بر عهده داشت پس از پایان دور اول این دیدار، گفت‌وگوهای اولیه را مثبت و دوستانه ارزیابی کرد و از همکاری دو کشور میهمان برای ایجاد صلح سپاسگزاری کرد.

### دور دوم
دور دوم مذاکرات با میانجیگری عمان در ۳۰ فروردین ۱۴۰۴ در رم برگزار شد که مجدداً بین عراقچی و ویتکاف گفتگوهای غیرمستقیم صورت گرفت. «مجید تخت‌روانچی» معاون سیاسی وزیر خارجه، «کاظم غریب‌آبادی» معاون حقوقی و بین‌الملل وزارت خارجه، «اسماعیل بقائی» سخنگوی وزارت خارجه و «بهزاد صابری» مشاور وزیر خارجه از جمله کسانی هستند که وزیر امور خارجه ایران را همانند دوره پیش در این دوره از مذاکرات همراهی می‌کنند. این دوره از مذاکرات همچون دور قبلی به صورت غیرمستقیم و به صورت مکتوب و شفاهی با میانجیگری وزیر خارجه عمان برگزار می‌شود.

### دور سوم
سومین دور از مذاکرات میان ایران و آمریکا در ۶ اردیبهشت ۱۴۰۴ با میانجیگری عمان در مسقط برگزار شد. عراقچی، وزیر خارجه ایران گفت این بار مذاکرات «خیلی جدی‌تر» از گذشته بود و از سرعت پیشرفت مذاکرات اظهار رضایت کرد؛ همچنین از طرف آمریکا یک مقام ارشد دولتی بدون ذکر نام، گفت‌وگوها را «مثبت و سازنده» خواند.

### دور چهارم
چهارمین دور از مذاکرات میان ایران و آمریکا در تاریخ ۲۱ اردیبهشت ۱۴۰۴ در مقسط پایتخت عمان برگزار شد. و مجدداً بین عراقچی و ویتکاف گفتگوهای غیرمستقیم صورت گرفت.
گفت‌وگوهایی در دور چهارم مذاکرات مذکور در ادامه سه دور رایزنی پیشین، با محوریت اعتمادسازی در پرونده هسته‌ای ایران و رفع مؤثر تحریم‌ها دنبال گردید. در این دور از مذاکرات، ایران اشاره می‌کند که بر حقوق هسته‌ای خود (بصورت صلح آمیز) تاکید دارد.

### دور پنجم
پنجمین دور از مذاکرات ایران و آمریکا در ۲ خرداد ۱۴۰۴ در رم پایتخت ایتالیا برگزار شد.این بار مذاکرات با مقداری پیشرفت و بدون نتیجه گیری نهایی شکل گرفت.

## پیامدها

### کاهش نرخ ارز خارجی
چند روز پیش از اعلام مذاکرات و قطعی شدن آن تا روز مذاکره و پس از آن، نرخ ارز دلار به صورت چشمگیری کاهش یافت به طوری که از کانال ۱۰۰ هزارتومان به کانال ۸۰ هزار تومان رسید.

## واکنش‌ها

### ایران
شمخانی مشاور نظامی و سیاستمدار شورای امنیت ایران هشدار داده است که ایران بازرسان آژانس بین‌المللی انرژی اتمی را اخراج خواهد کرد.

### جهان
رضا پهلوی از ایالات متحده خواست که رژیم ایران را به جای مذاکره کنار بگذارد. فرناز فصیحی از نیویورک تایمز گزارش داد که خامنه ای می‌خواست پس از اصرار مشاورانش به مذاکره بیاید.
المانیتور گزارش داد که چینی‌ها نیز از طریق تقویت روابط از رژیم ایران حمایت کرده‌اند.
اگرچه رابطه رافائل گروسی، مدیر آژانس بین‌المللی انرژی اتمی و تیم مذاکره‌کننده ترامپ نامشخص است، اما او قرار است در هفته سوم آوریل ۲۰۲۵ به ایران سفر کند.